# 徳元幸人
徳元 幸人（とくもと ゆきと、1976年10月9日 - ）は、日本の元男子バレーボール選手、指導者。

## 来歴
沖縄県国頭郡恩納村出身。実兄の影響で、恩納小4年 (恩納クラブ) よりバレーボールを始める。その後、恩納中、石川高と進学。1993年高2時に国体出場、1994年高校3年次にはインターハイおよび国体出場する。1995年、中央大へ進学、1996年大学2年次には全日本インカレ優勝を飾る。1998年大学4年次には栗生澤淳一の指導を受けている。
1999年、JTサンダーズに入団。Vリーグ初出場は1999年2月19日の旭化成スパーキッズ戦。2000年入団2年目からレギュラーを獲得、2002年全日本代表に初選出された。第7回（2000-01）Vリーグでベスト6を受賞。第12回（2005-06）Vリーグではサーブレシーブ賞を受賞した。2009年、引退した前田悟の後を受けチームキャプテンに就任した。
2010年1月30日サントリーサンバーズ戦にて、リーグ戦通算230試合出場達成、同年にVリーグ栄誉賞を受賞した。ちなみに、栄誉賞受賞はJTでは平野信孝以来2人目。
2012年を以て現役引退し、JTコーチに就任した。同年11月、久保義人監督が体調不良のため休養したことから、監督代行に就任した。その後、ヴェセリン・ヴコヴィッチ監督就任に伴いコーチに復帰した。
2016年、JTマーヴェラス副部長に就任。
2020年より、JTサンダーズ広島に復帰し、副部長に就任した。
2022年、日本女子代表のアシスタントコーチに就任した。

## 球歴
- 日本代表 - 2002年

## 受賞歴
- 2001年 第7回Vリーグ ベスト6
- 2006年 第12回Vリーグ サーブレシーブ賞

## 所属チーム

### 選手
- 恩納村立恩納中学校
- 恩納村立恩納中学校
- 沖縄県立石川高等学校
- 中央大学
- JTサンダーズ（1999年-2012年）

### 指導者
- JTサンダーズ（2012-2016年）
- 日本女子代表（2022-2024年）